# Zapasy na Igrzyskach Azjatyckich 1982
Turniej zapasów na Igrzyskach Azjatyckich 1982 w stolicy Indii, Nowe Delhi odbył się od 28 listopada do 2 grudnia. Rozegrano tylko zawody mężczyzn w stylu wolnym.

## Klasyfikacja medalowa
Gospodarz zawodów został zaznaczony kolorem.
| Klasyfikacja medalowa | Klasyfikacja medalowa | Klasyfikacja medalowa | Klasyfikacja medalowa | Klasyfikacja medalowa | Klasyfikacja medalowa |
| Miejsce               | państwo               | Złoto                 | Srebro                | Brąz                  | Razem                 |
| --------------------- | --------------------- | --------------------- | --------------------- | --------------------- | --------------------- |
| 1                     | Japonia               | 4                     | 1                     | 1                     | 6                     |
| 2                     | Iran                  | 3                     | 2                     | 2                     | 7                     |
| 3                     | Mongolia              | 2                     | 1                     | 0                     | 3                     |
| 4                     | Indie                 | 1                     | 1                     | 2                     | 4                     |
| 5                     | Korea Południowa      | 0                     | 2                     | 3                     | 5                     |
| 6                     | Korea Północna        | 0                     | 1                     | 2                     | 3                     |
| 7                     | Afganistan            | 0                     | 1                     | 0                     | 1                     |
| .                     | Irak                  | 0                     | 1                     | 0                     | 1                     |
| Razem                 | Razem                 | 10                    | 10                    | 10                    | 30                    |

## Styl wolny
| Konkurencja |                         |                           |                      |
| ----------- | ----------------------- | ------------------------- | -------------------- |
| 48 kg       | Takashi Kobayashi       | Kim Chol-han              | Son Gap-do           |
| 52 kg       | Toshio Asakura          | Mohammad Hosejn Dabbaghi  | Kim Jong-gyu         |
| 57 kg       | Hideaki Tomiyama        | Askari Mohammadijan       | Ashok Kumar          |
| 62 kg       | Hiroshi Kaneko          | Lee Jeong-geun            | Ahmad Rezaei         |
| 68 kg       | Buyandelgeriin Bold     | Masakazu Kamimura         | Yu In-tak            |
| 74 kg       | Mohammad Hosejn Mohebbi | Go Jin-won                | Choe Sang-mo         |
| 82 kg       | Dzewegijn Düwczin       | Taj Mohammad Khairi       | Pak Gi-hong          |
| 90 kg       | Mohammad Hasan Mohebbi  | Kartar Dhillon Singh      | Akira Ota            |
| 100 kg      | Satpal Singh            | Daszdordżijn Cerentogtoch | Mahmoud Moradi Ganji |
| +100 kg     | Reza Suchtesaraji       | Farhan Mohammed           | Rajinder Singh       |